# Andrew Dice Clay
Andrew "Dice" Clay (Brooklyn; 29 de septiembre de 1957), nacido como Andrew Clay Silverstein, es un actor y comediante estadounidense. Según su sitio web oficial, "su carrera hacia la fama fue meteórica, vendiendo álbumes de platino, y protagonizando papeles en películas y especiales de televisión. Su descenso fue igual de épico en la industria al convertirse en el hombre a odiar por cada grupo de corrección política del país".

## Filmografía

### Cine, televisión y vídeo
| Año     | Título                                                           | Papel                    | Notas                                          |
| ------- | ---------------------------------------------------------------- | ------------------------ | ---------------------------------------------- |
| 1981    | An Evening at the Improv                                         | Él mismo                 |                                                |
| 1982    | M*A*S*H                                                          | Cpl. Hrabosky            | Episodio: "Trick or Treatment"                 |
| 1982    | Wacko                                                            | Tony Schlongini          |                                                |
| 1982–83 | Diff'rent Strokes                                                | Crazy Larry              | 2 episodios                                    |
| 1984    | Making the Grade                                                 | Dice                     |                                                |
| 1984    | Night Patrol                                                     | Tony Baroni              |                                                |
| 1984    | Dirty Dirty Jokes                                                | Él mismo                 |                                                |
| 1985    | Private Resort                                                   | Curt                     |                                                |
| 1986    | Pretty in Pink                                                   | Bouncer                  |                                                |
| 1986    | Andrew Dice Clay: One Night with Dice                            | Él mismo                 |                                                |
| 1986    | Charlie Barnett's Terms of Enrollment                            | Tough Kid                |                                                |
| 1986–88 | Crime Story                                                      | Max Goldman              | 13 episodios                                   |
| 1987    | Amazon Women on the Moon                                         | Frankie                  |                                                |
| 1987    | Nothin' Goes Right                                               | Él mismo                 |                                                |
| 1988    | Casual Sex?                                                      | Vinny                    |                                                |
| 1989    | The Diceman Cometh                                               | Él mismo                 |                                                |
| 1990    | The Adventures of Ford Fairlane                                  | Ford Fairlane            |                                                |
| 1991    | Dice Rules                                                       | Él mismo                 |                                                |
| 1992    | Andrew Dice Clay: For Ladies Only                                | Él mismo                 |                                                |
| 1993    | Brainsmasher... A Love Story                                     | Ed Molloy                |                                                |
| 1993    | Andrew Dice Clay: No Apologies                                   | Él mismo                 |                                                |
| 1994    | Andrew Dice Clay and His Gang Live! The Valentine's Day Massacre | Él mismo                 | Especial de stand up                           |
| 1995    | No Contest                                                       | Oz                       |                                                |
| 1995    | Jury Duty                                                        | Tío Sal                  |                                                |
| 1995    | The Chili Con Carne Club                                         | Voz                      | Cortometraje                                   |
| 1995    | National Lampoon's Favorite Deadly Sins                          | Richard Spencer          | Telefilme                                      |
| 1995–96 | Bless This House                                                 | Burt Clayton             | 16 episodios                                   |
| 1996    | Andrew Dice Clay: Assume the Position                            | Él mismo                 |                                                |
| 1997    | The Good Life                                                    | Albert                   | Nunca estrenado                                |
| 1997    | Hitz                                                             | Jimmy Esposito           | 10 episodios                                   |
| 1997    | Rugrats                                                          | Voz                      | Episodio: "Angelica Nose Best/Pirate Light"    |
| 1998    | Dharma and Greg                                                  | Él mismo                 | Episodio: "Unarmed and Dangerous"              |
| 1998    | Whatever It Takes                                                | Dave Menardi             |                                                |
| 1999    | Foolish                                                          | El Dorado Ron            |                                                |
| 2000    | My 5 Wives                                                       | Tony Morano              |                                                |
| 2000    | Andrew Dice Clay: I'm Over Here Now                              | Él mismo                 |                                                |
| 2000    | Point Doom                                                       | Frankie                  |                                                |
| 2001    | One Night at McCool's                                            | Utah / Elmo              |                                                |
| 2007    | Dice: Undisputed                                                 | Él mismo                 | 6 episodios                                    |
| 2011    | Entourage                                                        | Él mismo                 | 5 episodios                                    |
| 2011    | Raising Hope                                                     | Él mismo                 | Episodio: "Bro-gurt"                           |
| 2012    | JJ Star... How Embarrassing                                      | Él mismo                 |                                                |
| 2012    | Andrew Dice Clay: Indestructible                                 | Él mismo                 |                                                |
| 2012    | That Metal Show                                                  | Él mismo                 | Episodio: "Herman Rarebell & Andrew Dice Clay" |
| 2013    | Blue Jasmine                                                     | Augie                    |                                                |
| 2013    | The Blacklist                                                    | Abraham Maltz            |                                                |
| 2013    | Tosh.0                                                           | Él mismo                 |                                                |
| 2015    | Entourage                                                        | Él mismo                 |                                                |
| 2015    | TripTank                                                         | Grant / Paulie / Frankie | 3 episodios                                    |
| 2015    | Andrew Dice Clay presents The Blue Show                          | Él mismo                 |                                                |
| 2016    | Vinyl                                                            | Frank "Buck" Rogers      | Episodio: "Pilot"                              |
| 2016–17 | Dice                                                             | Él mismo                 | 13 episodios                                   |
| 2017    | My Kitchen Rules                                                 | Él mismo                 |                                                |
| 2018    | A Star Is Born                                                   | Lorenzo                  |                                                |